# Roman Hontiuk
Roman Hontiuk, ukr. Роман Гонтюк (ur. 2 lutego 1984 w Nadwórnej), ukraiński judoka zdobywca srebrnego medalu na Igrzyskach Olimpijskich w Atenach w kategorii do 81 kilogramów oraz brązowego na Igrzyskach Olimpijskich w Pekinie w 2008 roku (do 81 kg).